# 콘깬주
콘깬주(태국어: ขอนแก่น)는 태국 북동부의 주(창왓)의 하나이다. 이웃한 주는 남쪽부터 시계 방향으로 농부아람푸 주, 우돈타니 주, 깔라신 주, 마하사라캄 주, 부리람 주, 나콘랏차시마 주, 차이야품 주, 펫차분 주, 르이 주이다.

## 지리
콘깬은 코랏고원의 심장부에 위치한다. 치 강이 주를 흐른다.

## 역사
이 지역 최초의 도시는 1783년에 라짝룰루앙이 330명의 사람과 함께 정착했을 때 세워졌다. 라마 1세는 라짝룰루앙을 이 지역 최초의 통치자로 임명해 이산 지역과의 관계를 강화했다. 주도는 1879년까지 6차례 이동하여 현재의 누앙카우에 이르렀다. 콘깬은 20세기 초에 행정 중심이 되었다.

## 행정 구역
주에는 25개의 암프(군)와 더 세부 행정구역인 198개의 땀본 그리고 2139개의 무반 (행정 구역)이 있다.
| 1. 므앙콘깬군 2. 반팡군 3. 프라은군 4. 농르아군 5. 춤패군 6. 시촘푸군 7. 남퐁군 8. 우볼라타나군 9. 끄라누안군 10. 반파이군 | 1. 프아이노이군 2. 폰군 3. 왱야이군 4. 왱노이군 5. 농송홍군 6. 푸위앙군 7. 만차키리군 8. 촌나봇군 9. 카오수안꽝군 10. 푸파만군 | 1. 삼숭군 2. 콕포차이군 3. 농나캄군 4. 반햇군 5. 논실라군 1. 위앙카오군 |

1. ↑  26번부터 28번까지는 푸캄노이군 (ภูคำน้อย), 농캐군 (หนองแก), 논힌군 (โนนหัน)의 3군이 예정되어 있다.

콘깬의 북서부를 분할해 푸위앙군을 중심으로 새로운 주를 만들려는 계획이 있다. 새로운 주에 포함되는 다른 군으로는 농르아군, 춤패군, 시촘푸군, 푸파만군, 농나캄군, 위앙카오군이 있다.